# أخوة يسوع

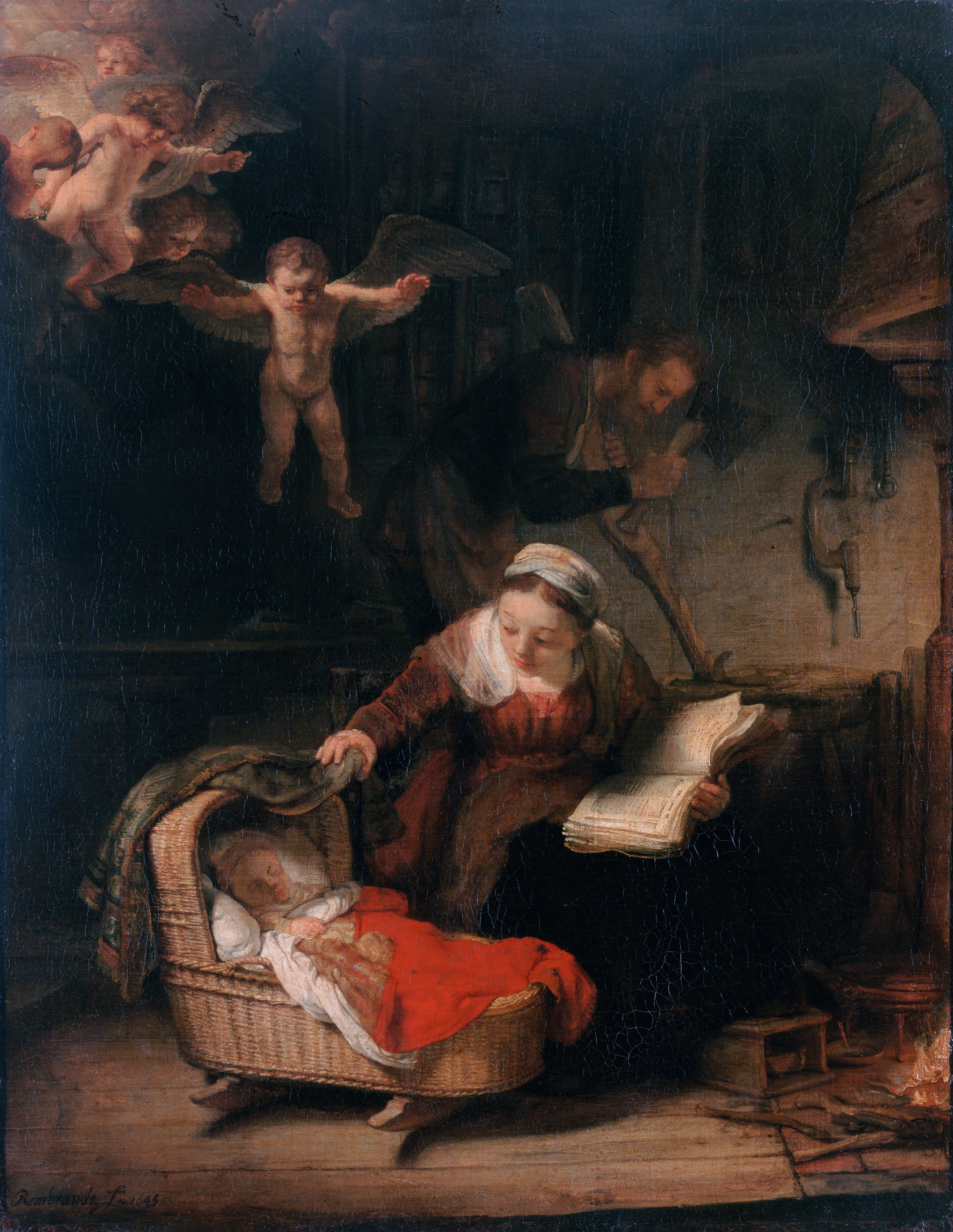

أخوة يسوع ذكر العهد الجديد أنه كان ليسوع الناصري أربعة أخوة وهم يعقوب، ويوسف، وسمعان، ويهوذا. وعدد من الأخوات الإناث لكن لا ذكر لأسمائهن. ويرى بعض العلماء أن هؤلاء أخوة يسوع، وخاصًة يعقوب شغلوا مناصب شرفيّة وقيادية في الكنيسة المسيحية في وقت مبكر.
هناك تيارين في المسيحية لهما رآي فيما يتعلق في مصطلح أخوة يسوع. حيث كان ليسوع عائلة كبيرة وكلمة أخ في اللغة العبرية واللغة الآرامية تشمل جميع أبناء العائلة الواحدة ولا تنحصر بالأشقاء فقط، وبالتالي يعتبر يعقوب، ويوسف، وسمعان، ويهوذا أولاد عمومته حسب التفسير الكاثوليكي والبروتستانتي، أو أولاد يوسف النجار من زواج سابق حسب التفسير الأرثوذكسي.
التيار الذي يرى أنه كان ليسوع أخوة في الدم يذهب إلى إنجيل مرقس مدليلاً على صحة آرائهم: «أليس هذا هو النجار ابن مريم أخا يعقوب ويوسي ويهوذا وسمعان؟ أوليست أخواته تقيم عندنا.»  بيد أن مؤيدو البتولية الدائمة يشيرون إلى أن كلمة “أخ” في المجتمعات السورية القديمة وكذلك في اللغة العبرية واللغة الآرامية تشمل جميع أبناء العائلة الواحدة ولا تنحصر بالأشقاء فقط، وهكذا يدعى لوط أخًا لإبراهيم في سفر التكوين رغم كون إبراهيم عمه، يرى هؤلاء أيضًا ما يؤيد آرائهم، وهو أن اثنين من الأسماء الأربعة المذكورة في آية مرقس السابقة يذكرون في متى 56/27 أنهم أولاد مريم زوجة قلوبا إحدى قريبات مريم، هناك أدلة أخرى تؤيد هذه العقيدة فعندما ضاع يسوع في الهيكل بعمر اثني عشر عامًا لا نجد ذكرًا لإخوته، وخلال نزاعه على الصليب طلب من يوحنا بن زبدي رعاية أمه، وكان من باب أولى أن يعتني بها إخوته.